# Marshall Thundering Herd

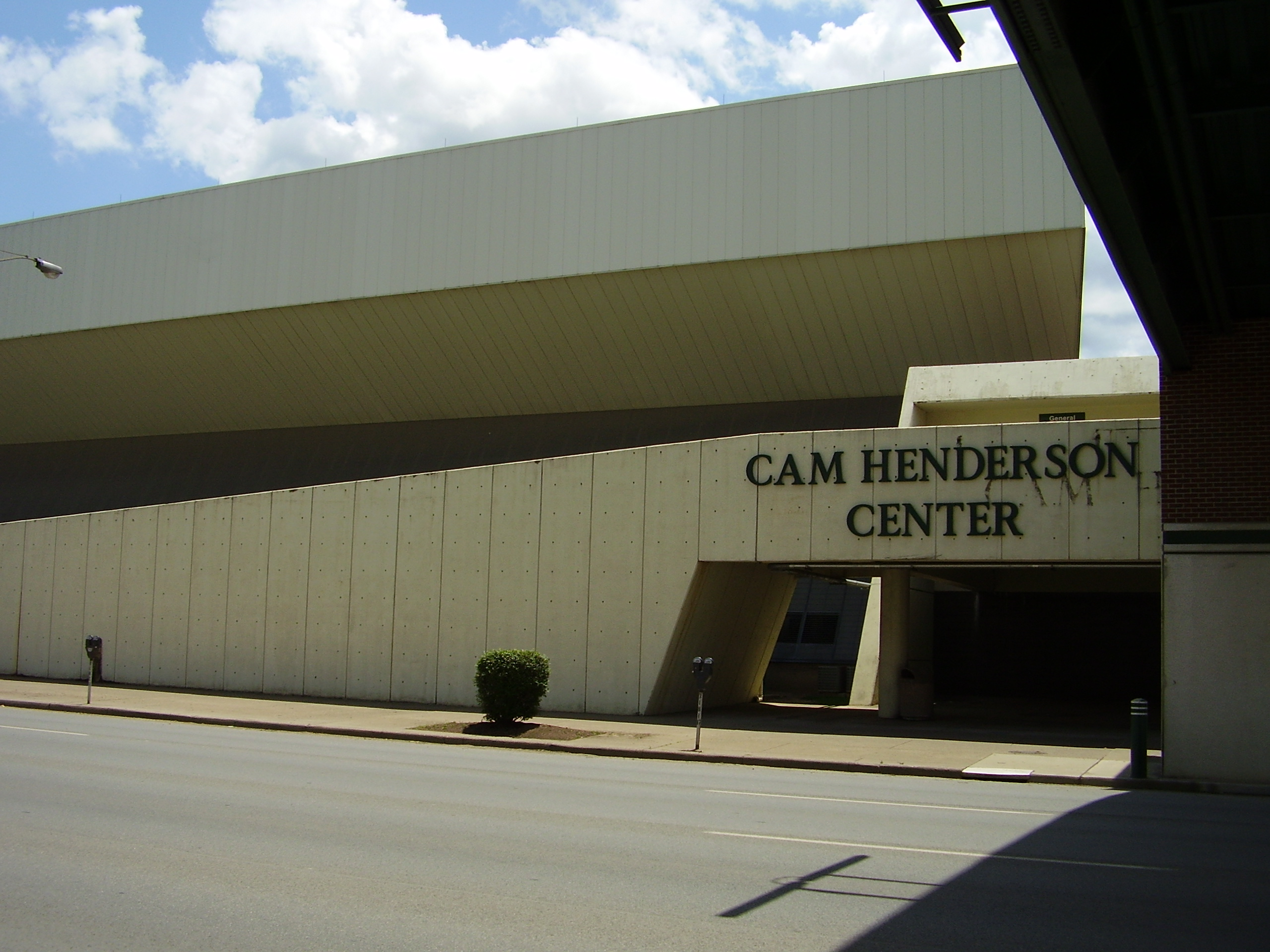
Cam Henderson Center.

Marshall Thundering Herd (español: La Atronadora Manada de Marshall) es el equipo deportivo de la Universidad Marshall, situada en Huntington, Virginia Occidental. Los equipos de los Thundering Herd participan en las competiciones universitarias organizadas por la NCAA, y forma parte de la Sun Belt Conference.

## Programa deportivo
Los Thundering Herd participan en las siguientes modalidades deportivas:

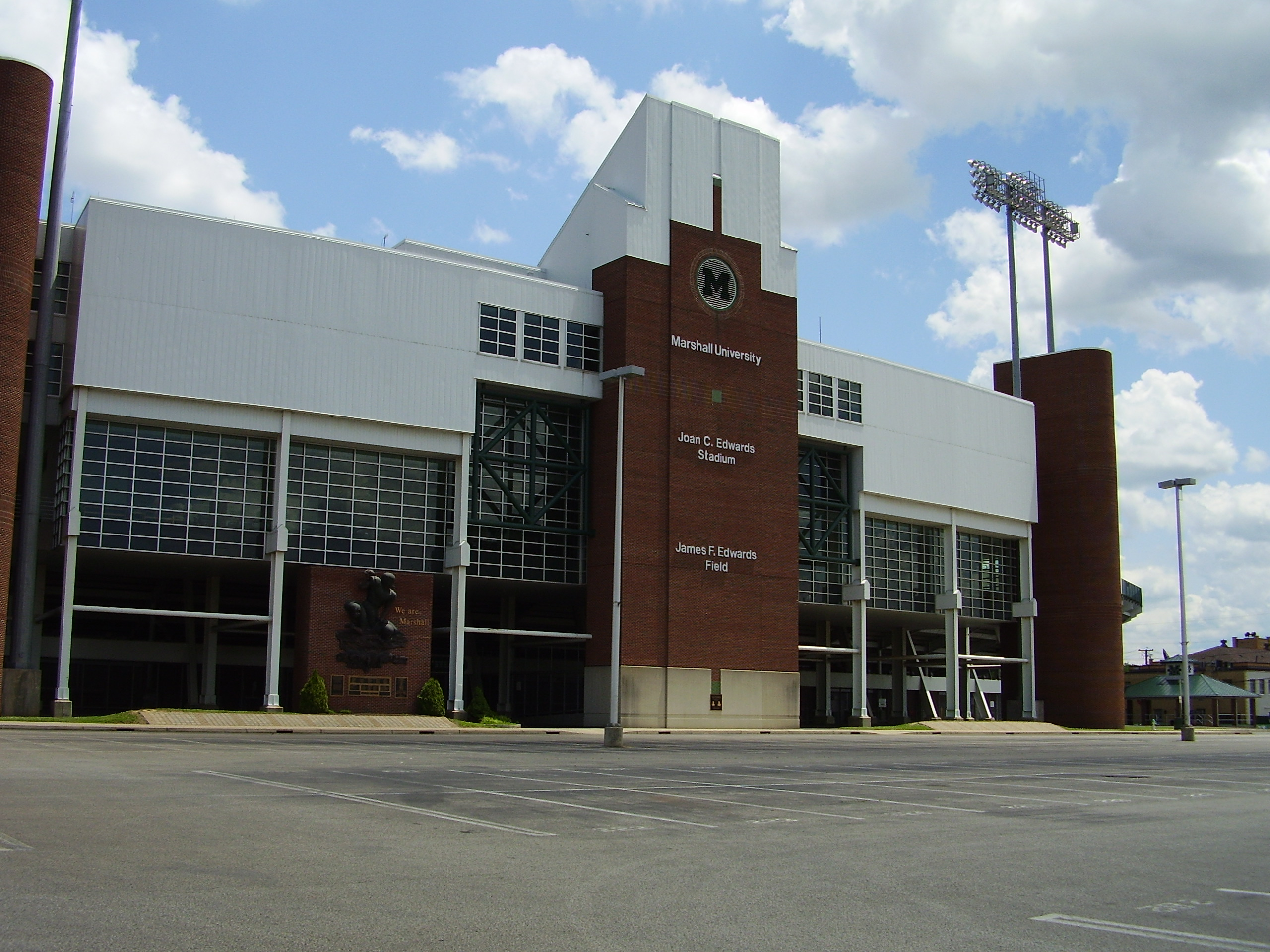
Joan C. Edwards Stadium.

| - Masculino - Béisbol - Baloncesto - Cross - Fútbol americano - Golf - Fútbol | - Femenino - Baloncesto - Cross - Golf - Fútbol - Softball - Natación - Tenis - Atletismo - Voleibol |

### Baloncesto
La sección de baloncesto lleva varios años con una trayectoria mediocre, lo que no ha impedido en el pasado aportar jugadores a la NBA. Un total de 12 han llegado a la mejor liga del mundo, de entre los que hay que destacar a Mike D'Antoni, que además tuvo una dilatada trayectoria en la Liga italiana y es el actual entrenador de los Houston Rockets, o el miembro del Basketball Hall of Fame Hal Greer.

### Fútbol americano
La historia del equipo de fútbol americano de Marshall está marcada por el accidente de avión ocurrido el 13 de noviembre de 1970 (vuelo 932 de Southern Airways), en el cual fallecieron 75 personas, 71 de las cuales eran miembros de dicho equipo. Este hecho, recreado en la película We Are Marshall, unido a irregularidades en el sistema de reclutamiento de jugadores, hicieron que durante dos décadas no participara en competición alguna. Fue a partir de 1984 cuando el equipo renació, consiguiendo un balance de 21 temporadas consecutivas con más victorias que derrotas. Ganaron en 1992 y 1996 el título nacional de la División I-FCS de la NCAA, antes de pasar a formar parte de la División I-FBS de la NCAA.
Jugadores de Marshall en la NFL: Chad Pennington, Troy Brown, Randy Moss, Byron Leftwich, Chris Crocker, Steve Sciullo, Darius Watts, Chris Massey, Jason Rader, John Wade, Johnathan Goddard, Ahmad Bradshaw y Frank Gatski.